# Ramanuja
Ramanuja (em tâmil: ராமானுஜர்; romaniz.: Rāmānujar; 1017, Seriperumbudur – 1137, Seringapatão) ou Ramanujacharya foi um teólogo e filósofo brâmane do sul da Índia, o pensador mais influente do hinduísmo devocional e um dos expoentes mais importantes da tradição do Sri Vaishnavismo no Hinduísmo. Seus fundamentos filosóficos para o devocionalismo foram influentes para o movimento Bhakti. Após longa peregrinação, se estabeleceu em Seringapatão, onde organizou o culto no templo e fundou centros para disseminar sua doutrina de devoção ao deus Vixenu e sua consorte Seri. Forneceu uma base intelectual à prática de bacti (bhakti, adoração devocional) em três comentários principais: o Vedartha-samgraha (sobre os Vedas, as primeiras escrituras do hinduísmo), o Shri-bhashya (sobre os Brahma-sutras) e o Bhagavadgita-bhashya (do Bhagavadgita).
O guru de Ramanuja era Yādava Prakāśa, um estudioso que fazia parte da tradição monástica mais antiga do Advaita Vedānta. A tradição Sri Vaishnava sustenta que Ramanuja discordou de seu guru e do Advaita Vedānta não-dualista, e seguiu os passos da tradição Tamil Alvārs, os estudiosos Nāthamuni e Yamunāchārya. Ramanuja é famoso como o principal proponente da sub-escola Vishishtadvaita de Vedānta, e seus discípulos foram provavelmente autores de textos como o Shatyayaniya Upanishad.
Sua filosofia Vishishtadvaita (monismo qualificado) competiu com a filosofia Dvaita (dualismo teísta) de Madhvāchārya e a filosofia Advaita (monismo) de Adi Xancara, juntas as três filosofias vedânticas mais influentes do segundo milênio. Ramanuja apresentou a importância epistêmica e soteriológica de bacti (bhakti), ou a devoção a um Deus pessoal (Víxenu, no caso de Ramanuja) como um meio para a libertação espiritual. Suas teorias afirmam que existe uma pluralidade e distinção entre Ātman (alma) e Bramã (realidade última, metafísica), enquanto ele também afirmou que há unidade de todas as almas e que a alma individual tem o potencial de realizar identidade com o Bramã.

## Biografia
Ramanuja nasceu de pais tâmeis na vila de Seriperumbudur, Tâmil Nadu. Seus seguidores na tradição Vaishnava escreveram hagiografias, algumas das quais foram compostas séculos após sua morte, e que a tradição acredita serem verdadeiras. Nas hagiografias tradicionais do estado de Ramanuja, ele nasceu de mãe Cantimati e pai Asuri Kesava Somayāji, em Seriperumbudur, perto da moderna Chenai, Tâmil Nadu. Acredita-se que ele tenha nascido no mês de Chaitra sob a estrela Tiruvadirai. Eles colocam sua vida no período de 1017 a 1137 EC, rendendo uma vida útil de 120 anos. Essas datas foram questionadas pelos estudos modernos, com base nos registros do templo e na literatura regional dos séculos XI e XII fora da tradição Sri Vaishnava, e estudiosos da era moderna sugerem que Ramanuja pode ter vivido entre 1077-1157 EC.
Ramanuja casou-se, mudou-se para Conjiverão, estudou em um mosteiro Advaita Vedānta com Yādava Prakāśa como seu guru. Ramanuja e seu guru frequentemente discordavam na interpretação de textos védicos, particularmente os Upanishads. Ramanuja e Yādava Prakāśa se separaram e, posteriormente, Ramanuja continuou seus estudos por conta própria.
Ele tentou encontrar outro famoso estudioso do Vedanta do século XI, Yamunāchārya, mas a tradição de Sri Vaishnava sustenta que este último morreu antes da reunião e nunca se encontrou. Ramanuja era o bisneto de Yamunāchārya através de uma neta. No entanto, algumas hagiografias afirmam que o cadáver de Yamunāchārya milagrosamente se levantou e nomeou Ramanuja como o novo líder da seita Sri Vaishnava anteriormente liderada por Yamunāchārya. Uma hagiografia afirma que, depois de deixar Yādava Prakāśa, Ramanuja foi iniciado no Sri Vaishnavismo por Periya Nambi, também chamado Māhapurna, outro estudioso do Vedānta. Ramanuja renunciou à sua vida de casado e tornou-se um monge hindu. No entanto, afirma Katherine Young, a evidência histórica sobre se Ramanuja levou uma vida de casada ou se renunciou e se tornou um monge é incerta.
Ramanuja tornou-se sacerdote no templo Varadharāja Perumal (Víxenu) em Conjiverão, onde começou a ensinar que moksha (libertação e liberação do samsara) deve ser alcançado não com o nirguna Brâmane metafísico, mas com a ajuda do deus pessoal e de saguna Víxenu. Ramanuja há muito desfruta da principal autoridade na tradição Sri Vaishnava.

## Escritos
A tradição Sri Vaisnava atribui nove textos sânscritos a Ramanuja - Vedārthasangraha (literalmente, "Resumo" do "significado dos Vedas"), Sri Bhāshya (uma revisão e comentário sobre os Sutras de Brahma), Bhagavad Gita Bhāshya (uma revisão e comentário sobre o Bhagavad Gita), e os trabalhos menores intitulados Vedāntadipa, Vedāntasāra, Gadya Trayam (que é uma compilação de três textos chamados Saranāgati Gadyam, Sriranga Gadyam e Srivaikunta Gadyam) e Nitya Grantham.
Alguns estudiosos questionaram a autenticidade de todos, exceto os três maiores trabalhos creditados a Ramanuja - Shri Bhāshya, Vedārthasangraha e Bhagavad Gita Bhāshya.

## Filosofia
O fundamento filosófico de Ramanuja era monismo qualificado e é chamado Vishishtadvaita na tradição hindu. Suas ideias são uma das três sub-escolas de Vedānta, as outras duas são conhecidas como Advaita de Adi Xancara (monismo absoluto) e Dvaita de Madhvāchārya (dualismo).
Ramanuja aceitou que os Vedas são uma fonte confiável de conhecimento, depois criticou outras escolas da filosofia hindu, incluindo Advaita Vedānta, por terem falhado na interpretação de todos os textos védicos. Ele afirmou, em seu Sri Bhāshya, que purvapaksin (escolas anteriores) interpretam seletivamente aquelas passagens upanixádicas que apoiam sua interpretação monística e ignoram aquelas passagens que apoiam a interpretação do pluralismo. Não há nenhuma razão, afirmou Ramanuja, para preferir uma parte de uma escritura e não outra, toda a escritura deve ser considerada em pé de igualdade. Segundo Ramanuja, não se pode tentar interpretar partes isoladas de qualquer escritura. Antes, as escrituras devem ser consideradas um corpus integrado, expressando uma doutrina consistente. A literatura védica, afirmou Ramanuja, menciona tanto a pluralidade quanto a unicidade; portanto, a verdade deve incorporar pluralismo e monismo, ou monismo qualificado.
Esse método de interpretação das escrituras distingue Ramanuja de Xandi Xancara. A abordagem exegética de Xancara, Samanvayat Tatparya Linga com Anvaya-Vyatireka, afirma que, para um entendimento adequado, todos os textos devem ser examinados em sua totalidade e então sua intenção estabelecida por seis características, que incluem estudar o que é afirmado pelo autor como sendo seu objetivo, o que ele repete em sua explicação, depois o que ele afirma como conclusão e se pode ser verificado epistemicamente. Nem tudo no texto, afirma Xancara, tem o mesmo peso e algumas ideias são a essência do testemunho textual de qualquer especialista. Essa diferença filosófica nos estudos das escrituras ajudou Xancara a concluir que os Upanixades principais ensinam principalmente o monismo com ensinamentos como Tat tvam asi, enquanto ajuda Ramanuja a concluir que o monismo qualificado é o fundamento da espiritualidade hindu.

### Comparação com outras escolas Vedānta
O Vishishtadvaita de Ramanuja compartilha as ideias do devocionalismo teísta com o Dvaita de Madhvāchārya. Ambas escolas afirmam que Jīva (almas humanos) e Bramã (como Víxenu) são diferentes, uma diferença que nunca é transcendida. Somente Deus Víxenu é independente, todos os outros deuses e seres dependem Dele, de acordo com Madhvāchārya e Ramanuja. No entanto, em contraste com as visões de Madhvāchārya, Ramanuja afirma o "não-dualismo qualificado", de que as almas compartilham a mesma natureza essencial de Bramã, e que existe uma uniformidade universal na qualidade e no grau de bem-aventurança possível para as almas humanas, e toda alma pode alcançar o estado de bem-aventurança do próprio Deus. Enquanto os Madhavāchārya do século XIII ao XIV afirmaram "pluralismo qualitativo e quantitativo de almas", Ramanuja asseverou o "monismo qualitativo e pluralismo quantitativo de almas", afirma Sharma.
A escola Vishishtadvaita de Ramanuja e a escola Advaita de Xancara são escolas Vedānta não-dualistas, ambas premissas no pressuposto de que todas as almas podem esperar e alcançar o estado de libertação feliz; em contraste, Madhvāchārya acreditava que algumas almas estão eternamente condenadas e em danação. A teoria de Xancara postula que apenas Bramã e causas são uma realidade metafísica imutável, enquanto o mundo empírico (Maiá) e os efeitos observados são mutáveis, ilusórios e de existência relativa. A libertação espiritual para Xancara é a total compreensão e realização da unidade do Ātman (alma) imutável de uma pessoa como a mesma que o Ātman em todos os outros, além de ser idêntica ao nirguna Bramã. Em contraste, a teoria de Ramanuja afirma que Bramã e o mundo da matéria são dois absolutos diferentes, ambos metafisicamente reais, nem devem ser chamados de falsos ou ilusórios, e saguna Bramã com atributos também é real. Deus, como o homem, afirma Ramanuja, tem alma e corpo, e todo o mundo da matéria é a glória do corpo de Deus. O caminho para Bramã (Víxenu), afirmou Ramanuja, é a devoção à piedade e a lembrança constante da beleza e do amor do deus pessoal (saguna Bramã, Víxenu), que finalmente leva à unicidade com o nirguna Bramã.

## Influência
Harold Coward descreve Ramanuja como "o intérprete fundador das escrituras de Sri Vaisnavita". Wendy Doniger o chama de "provavelmente o pensador mais influente do hinduísmo devocional". J. A. B. van Buitenen afirma que Ramanuja foi altamente influente, dando a "bhakti uma base intelectual", e seus esforços fizeram de bhakti a força principal dentro de diferentes tradições do hinduísmo.

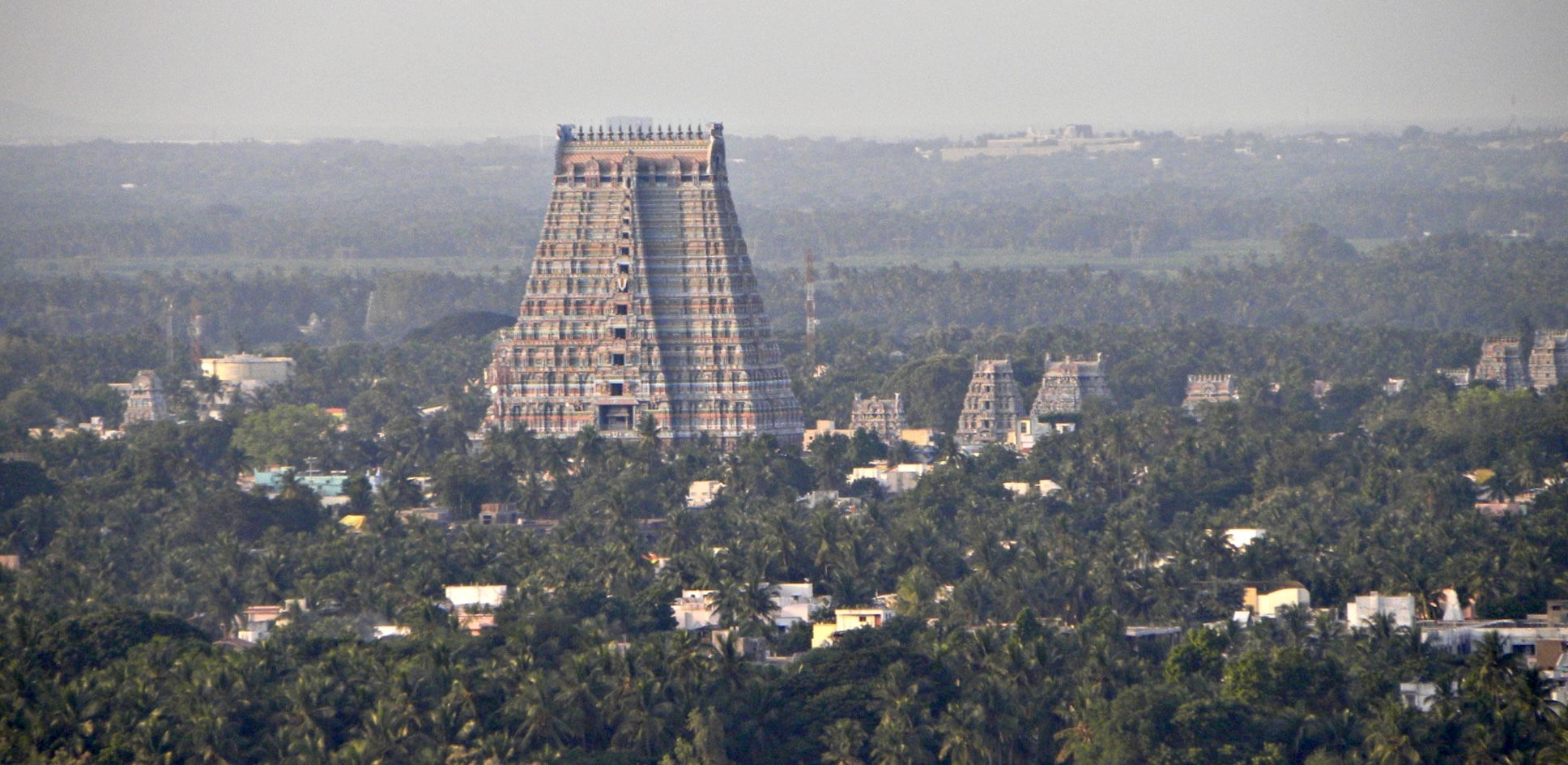
Os principais templos Vaishnava estão associados à tradição dos Ramanuja, como o templo Srirangam Ranganatha acima, em Tâmil Nadu.

Os estudiosos modernos compararam a importância de Ramanuja no hinduísmo com a do estudioso Tomás de Aquino (1225-1274) no cristianismo ocidental.

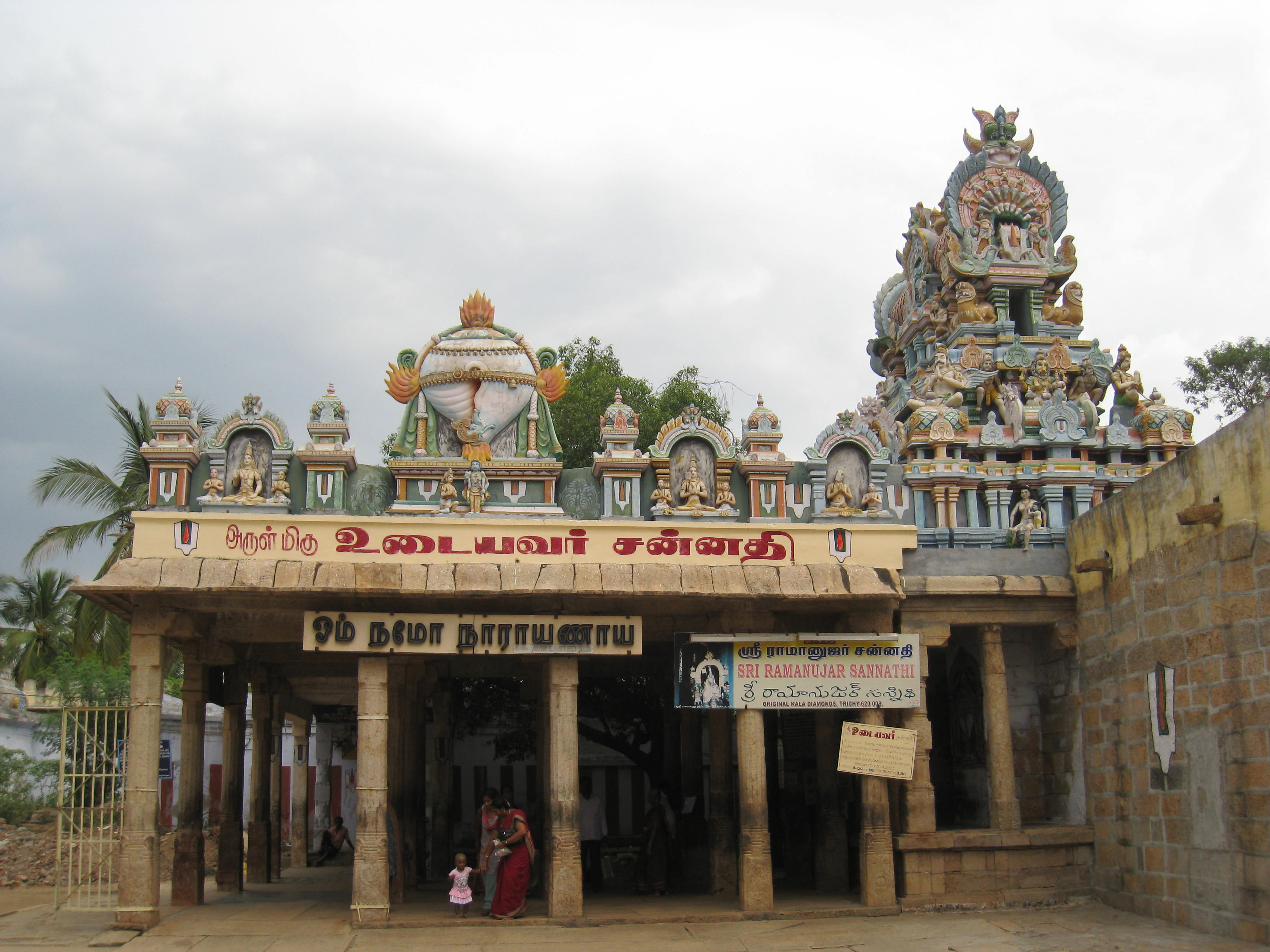
Santuário de Sri Ramanuja no templo Ranganathasamy em Srirangam

Ramanuja reformou o complexo do templo Srirangam Ranganathaswamy, realizou excursões pela Índia e expandiu o alcance de sua organização. A organização do templo tornou-se a fortaleza de suas ideias e de seus discípulos. Foi aqui que ele escreveu seu influente texto de filosofia de Vishishtadvaita, Sri Bhashyam, durante um período de tempo.
Ramanuja não apenas desenvolveu teorias e publicou obras filosóficas, ele organizou uma rede de templos para o culto a Víxenu-Laxmi. Ramanuja estabeleceu centros de estudos para sua filosofia durante os séculos XI e XII, viajando pela Índia naquela época, e isso influenciou gerações de santos poetas dedicados ao movimento Bhakti. As tradições regionais afirmam que suas visitas, debates e discursos desencadearam a conversão de jainistas e budistas ao vaisnavismo na região de Mysore e Decão.
O local de nascimento de Ramanuja, perto de Chennai, abriga um templo e é uma escola ativa de Vishishtadvaita. Suas doutrinas inspiram uma tradição intelectual viva nos estados do sul, norte e leste da Índia, suas tradições de mosteiros e templos são realizadas nos mais importantes e importantes centros Vaishnava - o Templo Ranganata em Srirangam, Tâmil Nadu e o Templo Venkateswara, em Tirupati, Andra Pradexe.
A Estátua da Igualdade em Haiderabade, planejada por Chinna Jeeyar, é dedicada a Ramanuja.